# Ranunculus montiswilhelmi
Ranunculus montiswilhelmi är en ranunkelväxtart som beskrevs av P. van Royen. Ranunculus montiswilhelmi ingår i släktet ranunkler, och familjen ranunkelväxter. Inga underarter finns listade i Catalogue of Life.